# Joseph Johann von Seilern

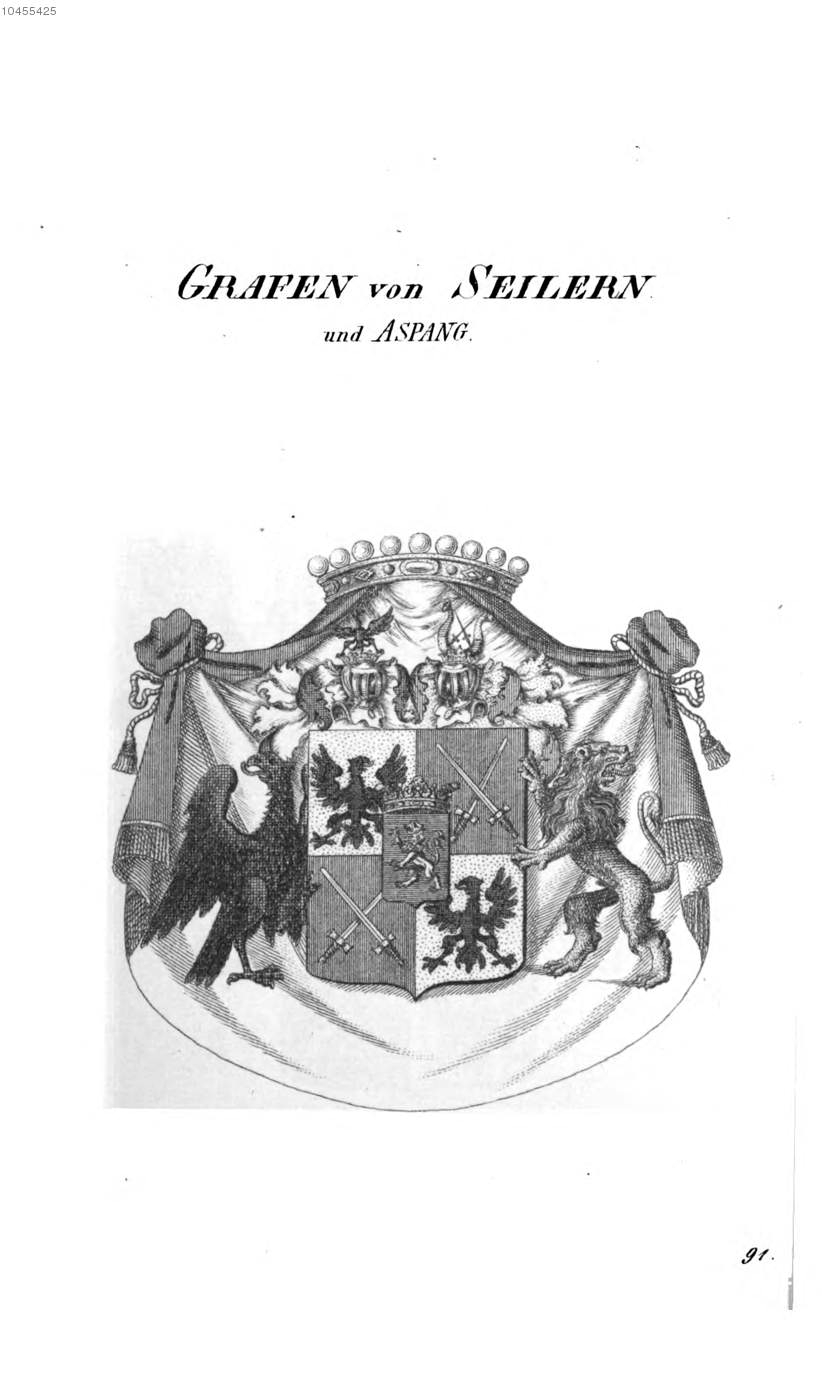
Wappen der Grafen von Seilern und Aspang

Joseph Johann Graf von Seilern und Aspang (* 25. August 1752 in Wien; † 26. März 1838) war k. k. Kammer-Reichshofrat und Geheimer Rat in der Habsburgermonarchie sowie von 1795 bis 1801 Gesandter am kurfürstlich-bayerischen Hof in München. Während des Wiener Kongresses diente er als Obersthofmeister des Großherzogs Karl von Baden.

## Leben
Joseph Johann von Seilern war ein Sohn des österreichischen Diplomaten und Staatsmannes Christian August Graf von Seilern und Aspang und dessen Ehefrau Charlotte Gräfin Solms-Sonnenwalde, einer Tochter des kurfürstlich-sächsischen Geheimen Rats Friedrich Eberhard zu Solms-Sonnenwalde und dessen Ehefrau Maria Charlotte von Schafftenberg. Seine Mutter wurde Hofdame Maria Theresias. Er besuchte die Theresianische Ritter-Akademie und beschritt danach eine Laufbahn im österreichischen Staatsdienst. So wurde er 1772 k. k. Kammer-Reichshofrat, 1790 Geheimer Rat und 1795 Gesandter am kurfürstlich-bayerischen Hof in München. Als solchem verwehrte ihm Maria Leopoldine von Österreich-Este, die letzte Gattin des pfalz-bayerischen Kurfürsten Karl Theodor, den Zutritt zu dessen Sterbebett, um einen befürchteten Tausch Altbayerns gegen die Österreichischen Niederlande zu vereiteln.
1801, in dem Jahr des Todes seines 84-jährigen Vaters, sollte Joseph Johann von Seilern kaiserlicher Botschafter am spanischen Hof in Madrid werden, doch die zerrütteten Verhältnisse des väterlichen Erbes veranlassten ihn, den Staatsdienst aufzugeben und sich in Person der Verwaltung der ererbten Güter zu widmen. So befasste er sich mit der Landwirtschaft, der Errichtung von Wirtschaftshöfen und anderer Einrichtungen.
1814 erwählte ihn Kaiser Franz I. von Österreich zum Obersthofmeister des badischen Großherzogs Karl, dem er während des Wiener Kongresses bis 1815 diente.
Joseph Johann von Seilern war zweimal vermählt. Am 12. Februar 1776 heiratete er Marie Christine, eine geborene Gräfin Auersperg, die am 23. Juni 1791 verstarb. Am 11. Juni 1795 ging er mit Marin Crescentia Gräfin Oettingen eine 33-jährige zweite Ehe ein. Beide Ehen blieben kinderlos, so dass Joseph Johann jüngstem Bruder, dem Grafen Karl Jacob August von Seilern, die Aufgabe zufiel, das Geschlecht fortzupflanzen.